# Benneydale
Benneydale est une petite localité du district de Waitomo sur la côte ouest de l’île du Nord de la Nouvelle-Zélande. 

## Situation
Elle est située sur le trajet de la route State Highway 30/S H 30 (en) à approximativement 35 km au sud-est de la ville de Te Kuiti .

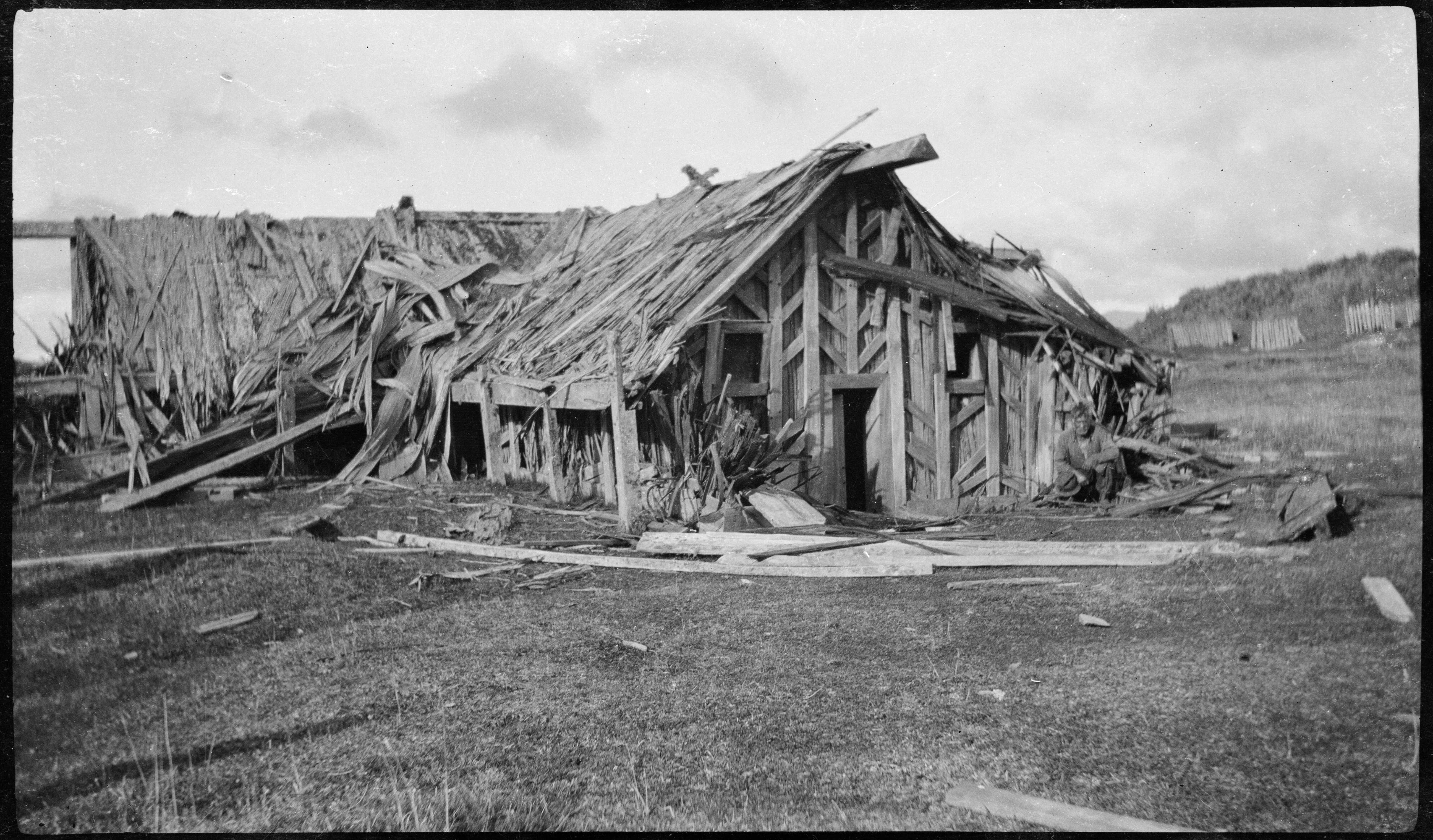
Le Miringa te Kakara, vers 1920

## Histoire
Après la découverte de charbon en 1931, une mine fut construite à l’emplacement actuel de la ville. 
En 1940, le gouvernement acheta la mine et créa le centre-ville de Benneydale.

## Toponymie
Son nom est un mot-valise formé du nom du sous-secrétaire des mines de l’époque (Cecil Henry Benney (en)) et du surintendant des mines (Tom Dale). 
C’est la seule ville du King Country, qui n’a pas un nom maori 

## Population
À son pic, la ville avait une population de 2 000 habitants et possédait une  boucherie, une boulangerie et un cinéma ,.

## Activité économique
Il y eut des emplois dans la mine de charbon jusqu’au début des années 1990, mais comme de nombreuses autres zones rurales en Nouvelle-Zélande, la ville a lentement décliné .
Elle fonctionne maintenant, essentiellement comme une ville de service pour les fermes environnantes et est la ville la plus proche du chemin du Timber Trail (en) située dans le parc forestier de Pureora (en). 
La ville a un poste de police, une brigade de pompiers volontaires, un garage, un magasin de quartier qui fournit des plats chauds et de l’épicerie de base, un café avec des possibilités de logements, et une école primaire. Il y a aussi des emplois dans l’industrie de la viande à la limite de la ville. 
Te Miringa te Kakara est le marae local et est localisé à un kilomètre en-dehors de la ville.

## Loisirs
Bush United est le club local de rugby à XIII de la ville. 
Le bâtiment du club fut construit à Pureora en 1960 et fut déplacé vers Benneydale . 

## Personnalités notables
Le commentateur de sports Keith Quinn (en) a grandi dans la ville de Benneydale.